# Норман, Дик
Дик Норман (нидерл. Dick Norman; род. 1 марта 1971 года в Варегеме, Бельгия) — бельгийский профессиональный теннисист. Финалист Открытого чемпионата Франции в мужском парном разряде в 2009 году.

## Спортивная карьера
Начал играть в теннис в 6 лет. В профессиональном туре ATP с 1991 года. В начале своей карьеры Дик не мог похвастаться выдающимися достижениями. Он не поднимался выше 85-го места в рейтинг-листе, ни разу не был хотя бы в четвертьфинале турнира «Большого шлема» и в финале турнира ATP. Можно отметить выход в 4-й круг Уимблдонского турнира в одиночном разряде и попадание в финал вместе с голландцем Ферноном Вибье на турнире в Пекине в 1995 году.
Основные результаты пришли к Норману уже в зрелом возрасте. Наивысший рейтинг в одиночном разряде (85 место) он достигает в 2006 году, когда ему исполнилось 35 лет. В 2007 году он выигрывает первый турнир ATP в парном разряде. Вместе с бельгийцем Ксавье Малиссом ему покоряется турнир в Ченнае. В феврале 2009 года с американским теннисистом Джеймсом Керретани выигрывает в Йоханнесбурге. Наибольшего успеха Дик Норман достигает, благодаря выступлению в паре с южноафриканцем Уэсли Муди, с которым они объединяются в этом сезоне. На Открытом чемпионате Франции они уже в первом раунде переигрывают седьмую пару турнира Энди Рама и Макса Мирного 7-6(6), 6-3. В дальнейшем постепенно проходя по турнирной сетке и дойдя до полуфинала, они выходят на знаменитую американскую пару Боба и Майка Брайанов и неожиданно побеждают со счетом 0-6, 7-6(5), 6-4. В финальном матче они проигрывают Лукашу Длоуги и Леандру Паесу 6-3, 3-6, 2-6. После этого выступления им удается победить на турнире в Хертогенбосе. На следующих Турнирах Большого шлема им удается дойти до полуфинала на Уимблдонском турнире и до четвертьфинала на Открытом чемпионате США. Благодаря этим выступлениям в апреле уже следующего 2010 года он впервые входит в первую десятку теннисистов, выступающих в парном разряде.
В 2010 году Норман и Муди вновь достаточно успешно выступают на турнирах Большого шлема. На Открытом чемпионате Франции и Уимблдонском турнире они доходят до полуфинала, а на Открытом чемпионате США до четвертьфинала.

## Финалы турниров Большого Шлема

### Парный разряд (1)

#### Поражение (1)
| №  | Год  | Турнир                     | Покрытие | Партнёр    | Соперники в финале        | Счёт в финале |
| -- | ---- | -------------------------- | -------- | ---------- | ------------------------- | ------------- |
| 1. | 2009 | Открытый чемпионат Франции | Грунт    | Уэсли Муди | Лукаш Длоуги Леандер Паес | 6-3, 3-6, 2-6 |

## Выступления на турнирах ATP
| Легенда                        |
| ------------------------------ |
| Турниры Большого шлема         |
| Кубок Мастерс / финал АТР-тура |
| ATP Мастерс / ATP Мастерс 1000 |
| АТР Gold / АТР 500             |
| АТР International/ АТР 250     |

### Титулы за карьеру (4)

#### Парный разряд (4)
| №  | Дата        | Турнир       | Покрытие | Партнёр          | Соперники в финале                     | Счёт в финале        |
| -- | ----------- | ------------ | -------- | ---------------- | -------------------------------------- | -------------------- |
| 1. | 1 янв 2007  | Ченнай       | Хард     | Ксавье Малисс    | Рафаэль Надаль Бартоломе Сальва-Видаль | 7-6(4), 7-6(4)       |
| 2. | 8 фев 2009  | Йоханнесбург | Хард     | Джеймс Керретани | Рик де Вуст Эшли Фишер                 | 6-7(7), 6-2, [14-12] |
| 3. | 20 июн 2009 | Хертогенбос  | Трава    | Уэсли Муди       | Юхан Брунстрём Жан-Жюльен Ройер        | 7-6, 6-7, [10-5]     |
| 4. | 6 фев 2011  | Загреб       | Хард(i)  | Хория Текэу      | Марсель Гранольерс Марк Лопес          | 6-3, 6-4             |

### Поражения в финалах (3)

#### Парный разряд (3)
| №  | Дата        | Турнир                     | Покрытие | Партнёр       | Соперники в финале             | Счёт в финале |
| -- | ----------- | -------------------------- | -------- | ------------- | ------------------------------ | ------------- |
| 1. | 16 окт 1995 | Пекин                      | Хард     | Фернон Вибье  | Томми Хо Себастьян Ларо        | 6-7, 6-7      |
| 2. | 6 июн 2009  | Открытый чемпионат Франции | Грунт    | Уэсли Муди    | Лукаш Длоуги Леандер Паес      | 6-3, 3-6, 2-6 |
| 3. | 6 мая 2012  | Мюнхен                     | Грунт    | Ксавье Малисс | Франтишек Чермак Филип Полашек | 4-6, 5-7      |

## Интересные факты
- Имеет в туре прозвище Биг Ди (Big D) за свой очень высокий рост 203 сантиметра. Из теннисистов, выступающих в мировом туре выше него только Иво Карлович (208 см.), Джон Изнер (206 см.) и Кевин Андерсон (204 см.)[1].
- После завершения профессиональной карьеры Андре Агасси в 2006 году Дик Норман становится самым возрастным теннисистом, продолжающим свои выступления на турнирах ATP. На 2010 год ему исполнилось 39 лет.